# عباد بن أبي علي
عبَّاد بن أبي علي، تابعي، وأحد رواة الحديث النبوي، من أهل البصرة.

## روايته للحديث النبوي
- روى عن: أنس بن مالك، وأبي حازم الأشجعي، وأبي حازم التمار.
- روى عنه: حماد بن زيد، وخليد بن حسان العبدي الهجري، نزيل بخارى. وهشام الدستوائي.[1]
- الجرح والتعديل: ذكره ابن حبان في كتاب الثقات، قال أبو داود: «عباد بْن أَبي عَلِي، عم أبي حازم.».[1]